# Bułgarskie władczynie

## Pierwsze państwo bułgarskie
| Imię władczyni          | Od              | Do            | Imię męża        |
| ----------------------- | --------------- | ------------- | ---------------- |
| Маria                   | —               | —             | Borys I Michał   |
| Nieznana z imienia      | —               | —             | Symeon I         |
| córka Jerzego Sursuwuła | —               | —             | Symeon I         |
| Irena Lekapena          | 8 listopada 927 | 963           | Piotr I          |
| Agata                   | 970             | —             | Samuel Komitopul |
| Irena z Larissy         | 999             | sierpień 1015 | Gabriel Radomir  |
| Maria                   | 1015            | luty 1018     | Iwan Władysław   |

## Drugie państwo bułgarskie

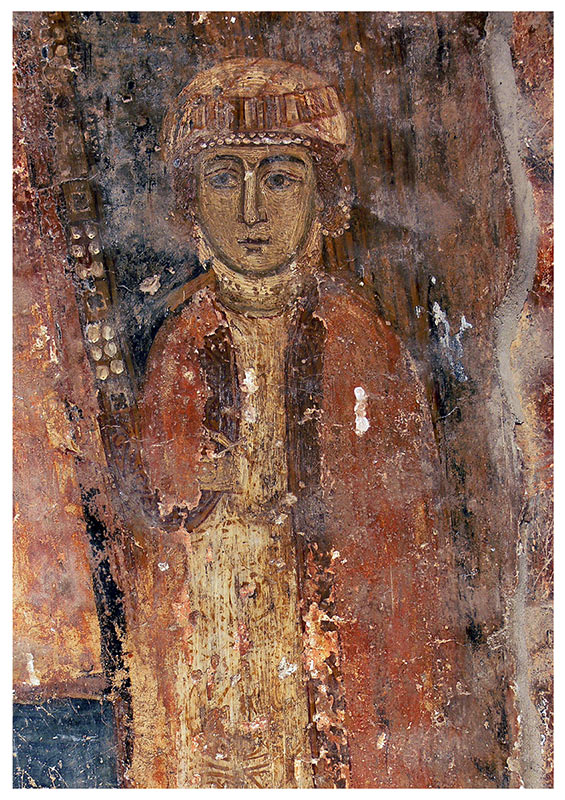
Irena Komnena

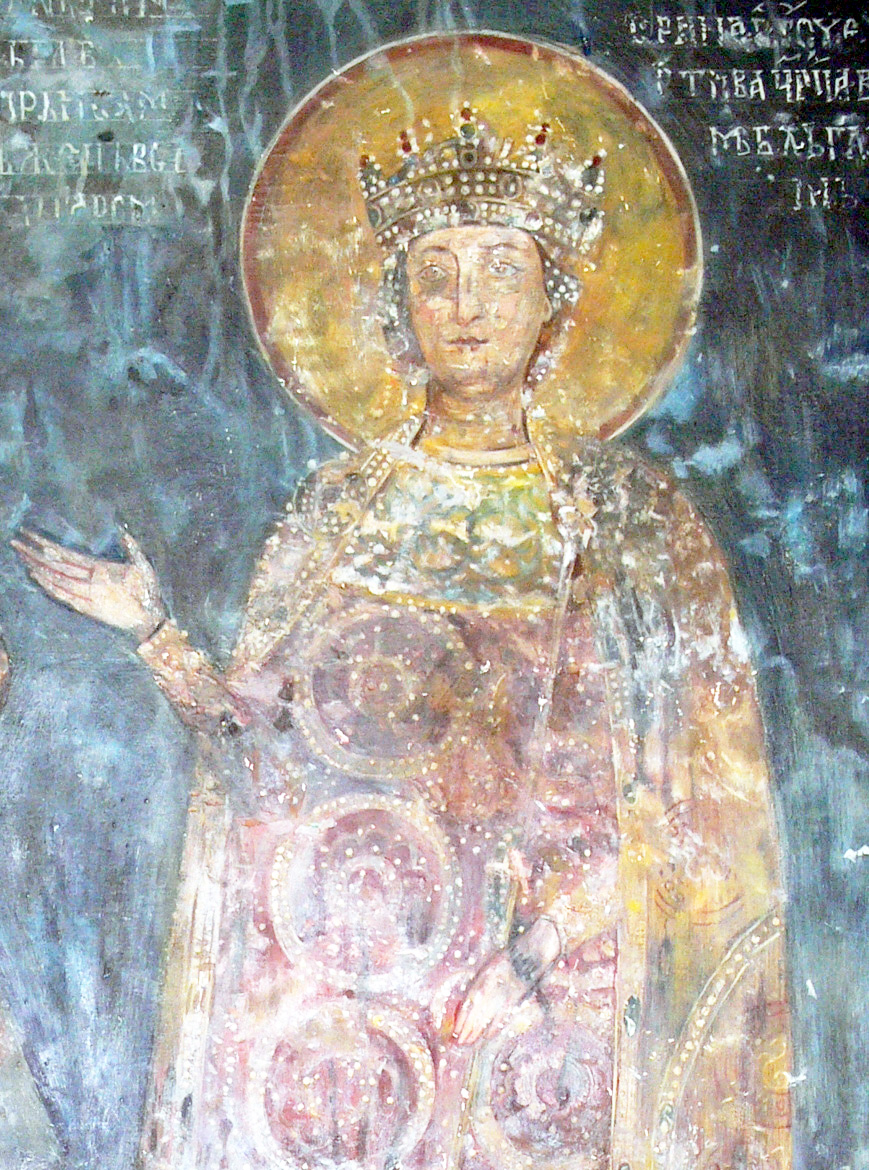
Irena Laskarina Asenina

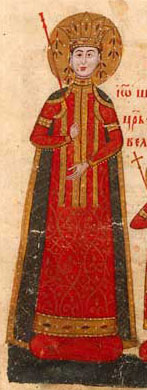
Sara (Teodora)

| Imię władczyni                | Od           | Do            | Imię męża            |
| ----------------------------- | ------------ | ------------- | -------------------- |
| Maria                         | ok. 1186     | ok. 1192      | Asen I               |
| Helena                        | оk. 1192     | —             | Asen I               |
| Kumanka                       | 1197         | 1207          | Kałojan              |
| Kumanka                       | 1207         | 1213          | Borił                |
| Nieznana z imienia            | 1213         | 1218          | Borił                |
| Anna (Anisja)                 | 1218         | 1221          | Iwan Asen II         |
| Anna Maria węgierska          | styczeń 1221 | 1237          | Iwan Asen II         |
| Irena Komnena                 | —            | —             | Iwan Asen II         |
| Maria (Anna?) Rościsławna     | 1255         | 1257          | Michał I Asen        |
| Maria (Anna?) Rościsławna     | 1257         | —             | Koloman II Asen      |
| Maria Asenina                 | —            | —             | Mico Asen            |
| Irena Laskarina Asenina       | 1258         | —             | Konstantyn Asen Tich |
| Maria Kantakuzena Paleologina | 1269         | —             | Konstantyn Asen Tich |
| Maria Kantakuzena Paleologina | 1278         | 1279          | Iwajło               |
| Irena Paleologina             | —            | —             | Iwan Asen III        |
| Kermaria                      | 1279         | 1284          | Jerzy I Terter       |
| Maria Terter                  | 1284         | —             | Jerzy I Terter       |
| Smilcena Paleologina          | 1292         | 1300          | Smilec               |
| Eufrozyna Tatarka             | 1300         | ok. 1307      | Teodor Swetosław     |
| Teodora Paleologina           | 1307         | 1321          | Teodor Swetosław     |
| Anna Neda Serbska             | —            | 1324          | Michał III Szyszman  |
| Teodora Paleologina           | 1324         | 28 lipca 1330 | Michał III Szyszman  |
| Teodora Wołoszka              | —            | —             | Iwan Aleksander      |
| Sara (Teodora)                | —            | —             | Iwan Aleksander      |
| Kermaria                      | —            | —             | Iwan Szyszman        |
| Dragana Chrebeljanowicz       | —            | —             | Iwan Szyszman        |
| Anna Wołoszka                 | —            | —             | Iwan Stracimir       |

## Trzecie państwo bułgarskie

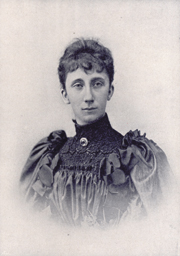
Maria-Luiza Burbon

| Imię władczyni                  | Od                   | Do                   | Imię męża               |
| ------------------------------- | -------------------- | -------------------- | ----------------------- |
| Joanna Loisinger                | 6 lutego 1889        | 23 października 1893 | Aleksander I Battenberg |
| Maria Luiza Burbon-Parmeńska    | 8 kwietnia 1893      | 30 stycznia 1899     | Ferdynand I Koburg      |
| Eleonora Reuss-Köstritz         | 28 lutego 1908       | 12 września 1917     | Ferdynand I Koburg      |
| Joanna Sabaudzka                | 25 października 1930 | 28 sierpnia 1943     | Borys III               |
| Margarita Gomez-Acebo y Cejuela | 21 stycznia 1962     | —                    | Symeon II               |